# Клод Отан-Лара
Клод Отан-Лара (на френски: Claude Autant-Lara) е френски режисьор. 

## Избрана филмография
| година | филм                       | оригинално заглавие   | бележки |
| ------ | -------------------------- | --------------------- | ------- |
| 1946   | Дяволът в плътта           | Le Diable au corps    |         |
| 1951   | Червената странноприемница | L'auberge rouge       |         |
| 1954   | Червено и черно            | Le Rouge et le Noir   |         |
| 1956   | Преминаване през Париж     | La Traversée de Paris |         |
| 1958   | Картоиграчът               | Le Joueur             |         |